# Umgransele
Umgransele is een plaats in de gemeente Lycksele in het landschap Lapland en de provincie Västerbottens län in Zweden. De plaats heeft 107 inwoners (2005) en een oppervlakte van 41 hectare. Langs de plaats lopen de Europese weg 12, een spoorweg en de rivier de Umeälven.